# 켈루트산
켈루트산(Kelud)은 인도네시아 자와섬에 있는 화산으로, 자와 의 중앙부에 위치했다. 이 화산은 성층화산으로, 활화산이다. 산 정상의 화구 안에는 화산호가 있으며, 이곳에서 30여회의 분화가 일어났다. 그 중에서도 대규모 분화가 있었던 적은 1919년이다. 폭발로 인해 물이 넘쳐 화산이류를 만들었으며, 이 때문에 5,110명의 사망자가 발생했다. 이는 매우 큰 분화중 하나에 속한다. 또 화구 안에는 높이 250m의 용암 돔이 있다. 켈루트 산은 2014년에 다시 분화했는데, 이 때 화구에 있던 종상 화산이 붕괴되고 그 주변이 잿빛으로 변하였다. 다른 말로 꺼롯, 또는 클루드라고도 한다.

## 1919년의 분화
1919년 화구에 위치한 화산호에서 분화가 일어나 진흙탕(화산이류)이 발생했다. 이 때문에 5,110명의 사망자가 발생하였고 104개의 마을이 함몰되었다.

## 2014년의 분화
2014년 2월에 2008년의 분출 이후로 조용하던 화산이 다시 폭발하였다. 이 때 2008년의 소규모 분출과는 달리 상상을 초월하는 대분출로 인해 2명이 사망하고 그 주변은 모두 잿빛으로 변하였다. 이 때 화구에 있던 용암 돔이 함몰되었으며 새로운 분화구가 생겼다. 화산은 예전의 모습을 잃어버리게 되었다. 켈루드 화산은 현재도 계속해서 함몰 활동을 보이고 있다.